# Akraneskaupstaður
Akraneskaupstaður is een gemeente in het westen van IJsland in de Regio Vesturland, de belangrijkste plaats in de gemeente is de stad Akranes.
Akraneskaupstaður · Hvalfjarðarsveit · Skorradalshreppur · Borgarbyggð · Grundarfjarðarbær · Helgafellssveit · Stykkishólmsbær · Eyja- og Miklaholtshreppur · Snæfellsbær · Dalabyggð